# Huile de vison

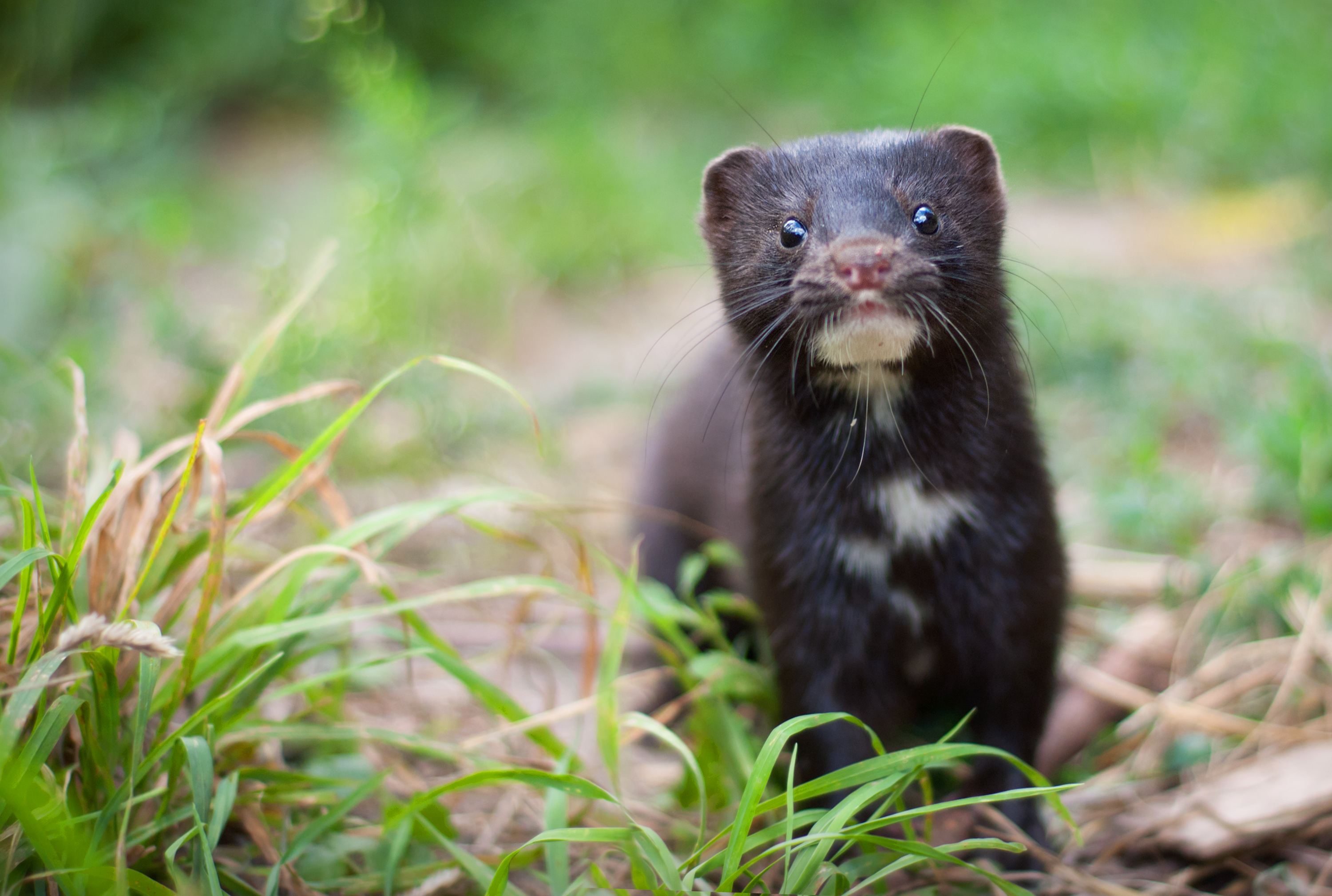
Un vison d'Amérique.

 (novembre 2020).
Si vous disposez d'ouvrages ou d'articles de référence ou si vous connaissez des sites web de qualité traitant du thème abordé ici, merci de compléter l'article en donnant les références utiles à sa vérifiabilité et en les liant à la section « Notes et références ».
L'huile de vison est une huile d'origine animale, extraite du vison, et notamment utilisée à des fins cosmétiques et d'entretien du cuir.

## Provenance
Les visons sont principalement exploitées par l'industrie d'élevage d'animaux à fourrure, pour produire des fourrures. À partir des carcasses d'animaux générés par leur exploitation, d'autres produits sont créés. L'huile de vison est obtenue à partir de la graisse sous-cutanée des visons.

## Composition et utilisation

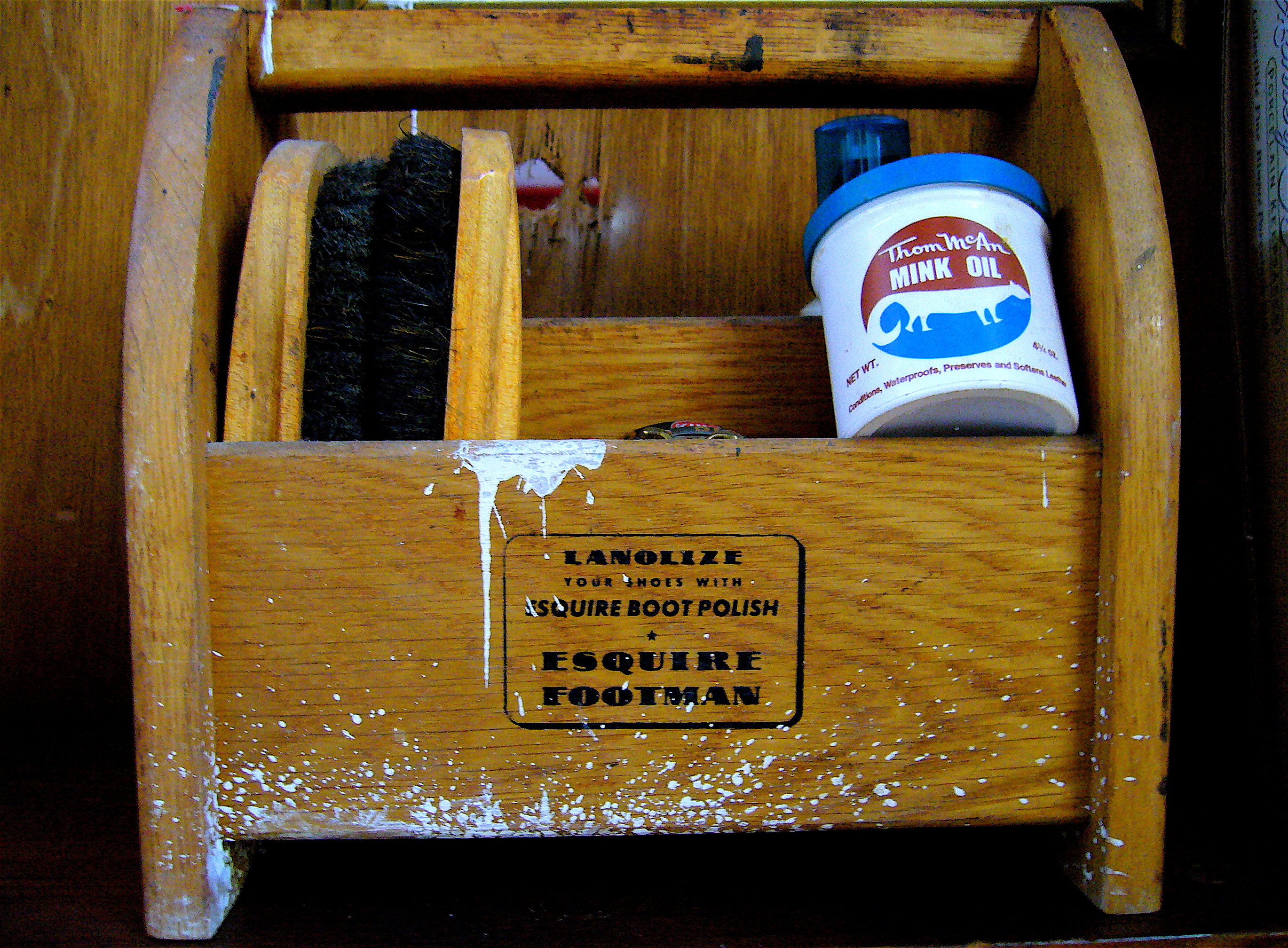
Un pot d'huile de vison utilisé à des fins d'entretien du cuir.

L'huile de vison est une source d'acide palmitoléique, qui possède des propriétés proches de celles du sébum humain. Les acides gras non-saturés de l'huile de vison représentent plus de 75 % de l'ensemble des acides gras qui la composent, mais cette huile présente néanmoins une plus grande résistance à l'oxydation que d'autres huiles animales ou végétales.
À cause de ses propriétés, l'huile de vison est donc utilisée pour différents produits utiles à l'activité humaine. Rarement utilisée directement, l'huile de vison est souvent revendue par les élevages à des entreprises qui la transforment ou l'intègrent à leurs produits. Ainsi, l'huile de vison entre dans la composition de produits cosmétiques, comme le savon, les shampoings et certains traitements pour le visage ou pour les cheveux.
Elle est aussi utilisée pour traiter et entretenir différents types de cuir, notamment pour des chaussures ou des selles d'équitation. 

## Alternatives à l'huile de vison
Des alternatives provenant de plantes, elles-aussi sources d'acide palmitoléique, existent pour ces usages, comme l'huile de macadamia ou l'huile d'argousier, qui contiennent autant, voire plus, d'acide palmitoléique (17 % pour l'huile de macadamia, et entre 19 et 29% pour l'huile d'argousier) que l'huile de vison (17 %).